# Огонь (стихия)

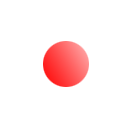
Символ стихии огня — красная точка

Огонь — первичный элемент, первый из четырёх мировых стихий. Термин античной и средневековой натурфилософии, а также алхимии, оккультизма, астрологии, дхармических религий и т. п.
Его число — 1; его цвет — красный; символ — простая точка (•). Это изначальная энергия (начальный принцип) любого проявления. Огонь обладает непрерывной связью с другими элементами:
- стихия земли (▐) является его носителем;
- воздух (⚪) его разжигает;
- что касается первородной воды (), — то они взаимозависимы[1].

Огонь существуют в трёх формах:
- земной огонь — выходя из недр земли, проявляется вулканическими извержениями;
- пространственный (молния) — связывает небесный и земной планы;
- небесный (солнце) — вечный в форме солнц, пылающий днём и направляющий свой свет на луну по ночам[1].

Согласно устным преданиям африканского народа фульбе, огонь — он небесный, потому что стремится вверх, а вода — земная, раз падает в неё дождём. Она небесного происхождения и земного назначения, а огонь имеет земное происхождение и небесное назначение.
Огонь символизирует оплодотворяющее, очищающее и освещающее действие, но также разрушение. Его ассоциируют с пламенем ада, — пожирающим, но не истребляющим; он символ мучений и наказания. Но он, прежде всего, — священный символ домашнего очага: огонь вносит уют, питает и оберегает.
В современной физике огню соответствует агрегатное состояние вещества плазма.

## Связи с другими стихиями
Ассоциация стихий огня и воды (• над ) символизирует проявляющуюся энергию, материальный дух, основу и форму, горючее (суть) и материю (содержание) и т. п. Числовое значение этой связи — 5 (1• + 4 ).
Ассоциация стихий огня и воздуха  символизирует союз микрокосмоса и макрокосмоса, солнце, просвещённый дух, центр и периферию (окружность), небесное происхождение и т. д. Числовое значение этой связи — 4 (1• + 3 ⚪).
Ассоциация стихий огня и земли İ символизирует факел, свет знаний, всё освещающее и т. п. Числовое значение этой связи — 3 (1• + 2▐).

## В зодиаке

Красный тригон (три знака огня)

Зодиакальные символы стихии огня имеют следующий порядок:
- для пространственной короны (астрономический зодиак):
  - Овен  (огонь входящий);
  - Лев  (огонь пребывающий);
  - Стрелец (огонь уходящий);
- для временно́й короны (астрологический круг):
  - Овен ♈;
  - Лев ♌;
  - Стрелец ♐.